# Седервалль, Бенгт
Бенгт Се́дервалль (швед. Bengt Cederwall; род. 15 января 1929) — шведский кёрлингист.
В составе мужской сборной Швеции участник чемпионата мира 1976 (заняли четвёртое место).
Клубная команда, в которой играл Челль Эдфальк, заняла на чемпионате Швеции среди мужчин 1976 года только второе место, но однако же Ассоциация кёрлинга Швеции решила, что именно эта команда будет представлять Швецию на чемпионате мира 1976, потому что команда скипа Jens Håkansson, выигравшая чемпионат, «слишком молодая и не имеет достаточного международного опыта» для выступления в качестве сборной на чемпионате мира.
Чемпион Швеции среди ветеранов (1982).
Играл на позиции второго (но был скипом команды, что для тех лет было редкостью).
В 1973—1987 был членом управляющего совета (англ. board member) Ассоциации кёрлинга Швеции.

## Достижения
- Чемпионат Швеции по кёрлингу среди мужчин: серебро (1976).
- Чемпионат Швеции по кёрлингу среди ветеранов: серебро (1982).

## Команды
| Сезон   | Четвёртый        | Третий         | Второй           | Первый        | Турниры                      |
| ------- | ---------------- | -------------- | ---------------- | ------------- | ---------------------------- |
| 1976—77 | Челль Эдфальк    | Рогер Сванберг | Бенгт Седервалль | Матс Улофссон | ЧШМ 1976 · ЧМ 1976 (4 место) |
| 1981—82 | Бенгт Седервалль | Ivan Bill      | P-O Jonsson      | Bernt Bergman | ЧШВ 1982                     |

(скипы выделены полужирным шрифтом)

## Частная жизнь
Его сын Петер Седервалль — тоже кёрлингист, бронзовый призёр чемпионата мира 1989.